# Букель, Юрий Александрович
Ю́рий Александрович Бу́кель (укр. Юрій Букель; род. 30 ноября 1971, Одесса) — украинский футболист, защитник. Выступал за сборную Украины.
В Высшей лиге Украины сыграл 171 матч.

## Сборная
За сборную Украины сыграл 7 матчей.
Дебютировал 16 октября 1993 года в товарищеском матче со сборной США (2:1). В перерыве матча заменил Геннадия Литовченко.
Свой последний матч за сборную Украины провёл 29 марта 1995 года против сборной Италии (0:2). Это был матч 4-й группы отборочного турнира X чемпионата Европы (1996). На 56-й минуте заменил капитана команды Олега Лужного.
| Матчи Юрия Букеля за сборную Украины | Матчи Юрия Букеля за сборную Украины | Матчи Юрия Букеля за сборную Украины | Матчи Юрия Букеля за сборную Украины | Матчи Юрия Букеля за сборную Украины     | Матчи Юрия Букеля за сборную Украины | Матчи Юрия Букеля за сборную Украины | Матчи Юрия Букеля за сборную Украины | Матчи Юрия Букеля за сборную Украины | Матчи Юрия Букеля за сборную Украины | Матчи Юрия Букеля за сборную Украины | Матчи Юрия Букеля за сборную Украины |  |
| N                                    | №                                    | Дата                                 | Место                                | Турнир                                   | Соперник                             | Счёт                                 | Голы                                 | Минуты                               | Замены                               | Наказания                            | Клуб                                 |  |
| ------------------------------------ | ------------------------------------ | ------------------------------------ | ------------------------------------ | ---------------------------------------- | ------------------------------------ | ------------------------------------ | ------------------------------------ | ------------------------------------ | ------------------------------------ | ------------------------------------ | ------------------------------------ |  |
| 1                                    | 8                                    | 16.10.1993                           | США, Хай-Пойнт, «Симеон Стэдиум»     | Товарищеский матч                        | США                                  | 2 : 1                                |                                      | 45                                   | 46'                                  |                                      | «Черноморец» (Одесса)                |  |
| 2                                    | 9                                    | 20.10.1993                           | Мексика, Сан-Диего, «Джек Мерфи»     | Товарищеский матч                        | Мексика                              | 1 : 2                                |                                      | 69                                   | 70'                                  |                                      | «Черноморец» (Одесса)                |  |
| 3                                    | 10                                   | 23.10.1993                           | США, Бетлехем, «Гудман Стэдиум»      | Товарищеский матч                        | США                                  | 1 : 0                                |                                      | 45                                   | 46'                                  |                                      | «Черноморец» (Одесса)                |  |
| 4                                    | 11                                   | 15.03.1994                           | Израиль, Хайфа, «Кирьят-Элиэзер»     | Товарищеский матч                        | Израиль                              | 0 : 1                                |                                      | 78                                   | 79'                                  |                                      | «Черноморец» (Одесса)                |  |
| 5                                    | 12                                   | 25.05.1994                           | Украина, Киев, «Республиканский»     | Товарищеский матч                        | Беларусь                             | 3 : 1                                |                                      | 90                                   |                                      |                                      | «Черноморец» (Одесса)                |  |
| 6                                    | 20                                   | 25.03.1995                           | Хорватия, Загреб, «Максимир»         | Отборочный турнир чемпионата Европы 1996 | Хорватия                             | 0 : 4                                |                                      | 90                                   |                                      |                                      | «Черноморец» (Одесса)                |  |
| 7                                    | 21                                   | 29.03.1995                           | Украина, Киев, «Республиканский»     | Отборочный турнир чемпионата Европы 1996 | Италия                               | 0 : 2                                |                                      | 55                                   | 56'                                  |                                      | «Черноморец» (Одесса)                |  |
| Итого:                               | Итого:                               | Итого:                               | 7 игр; +3 =0 −4; голы 7:11 (−4)      | 7 игр; +3 =0 −4; голы 7:11 (−4)          | 7 игр; +3 =0 −4; голы 7:11 (−4)      | 7 игр; +3 =0 −4; голы 7:11 (−4)      |                                      | 472 мин.                             | 472 мин.                             |                                      |                                      |  |

## Достижения
- Серебряный призёр чемпионата Украины (2): 1994/95, 1995/96
- Бронзовый призёр чемпионата Украины (2): 1992/93, 1993/94
- Обладатель Кубка Украины (2): 1992, 1993/94